# Esporles
Esporles är en kommun i Spanien. Den ligger i den autonoma regionen Balearerna i östra delen av landet. Antalet invånare är 5 252 (2024). Esporles ligger på ön Mallorca.